# Рафаэль, Тибор
Тибор Рафаэль (словац. Tibor Rafael; 25 января 1970 — 1 июля 2014, Комарно, Словакия) — словацкий боксёр, бронзовый призёр чемпионата мира (1993).
В 1993 году, выступая за Чехию, завоевал бронзовую медаль на чемпионате мира в финском Тампере. В том же году он выиграл серебряную медаль на чемпионате Европы в турецкой Бурсе, уступив в финале поляку Яцеку Бельскому.
Перейдя в профессионалы, он провел 52 поединка, из которых выиграл 7 и 42 проиграл.